# Choristoneura fumiferana
Choristoneura fumiferana es una especie de polilla del género Choristoneura, tribu Archipini, subfamilia Tortricinae. Fue descrita científicamente por el lepidopterólogo estadounidense James Brackenridge Clemens en 1865, siendo nativa del este de Estados Unidos y Canadá. Sus orugas se alimentan de las agujas de los abetos, por lo que se le conoce (en inglés) como "gusano cogollero del abeto rojo". 
Las poblaciones de este gusano pueden experimentar oscilaciones significativas, con grandes brotes que a veces resultan en una mortalidad a gran escala de los árboles. Los primeros brotes registrados del gusano cogollero del abeto rojo en Estados Unidos ocurrieron alrededor de 1807, y desde 1909 se han registrado oleadas de brotes en todo el este de Estados Unidos y Canadá. En Canadá, los brotes más importantes ocurrieron en los períodos de alrededor de 1910-20, entre 1940-50 y luego 1970-80, cada uno de los cuales afectó a millones de hectáreas de bosque. Estudios de anillos de árboles a largo plazo sugieren que los brotes de gusanos del capullo del abeto han estado ocurriendo aproximadamente cada tres décadas desde el siglo XVI, y estudios paleoecológicos sugieren que la oruga ha estado presente en el este de América del Norte durante miles de años.

## Distribución
El área de distribución del C. fumiferana es la más extensa de todos los gusanos cogolleros y coincide con la de sus huéspedes: abetos y piceas en el este de Norteamérica, principalmente en Canadá. Incluye el Bosque Boreal, así como las regiones forestales de los Grandes Lagos-San Lorenzo, del Norte y Acadia .  Esta área de distribución se extiende hacia el oeste hasta Alaska. El gusano cogollero del abeto se encuentra comúnmente en regiones forestales boreales y subboreales, específicamente en aquellas que consisten en bosques de abetos y píceas.

## Alimentos

### Plantas hospedantes

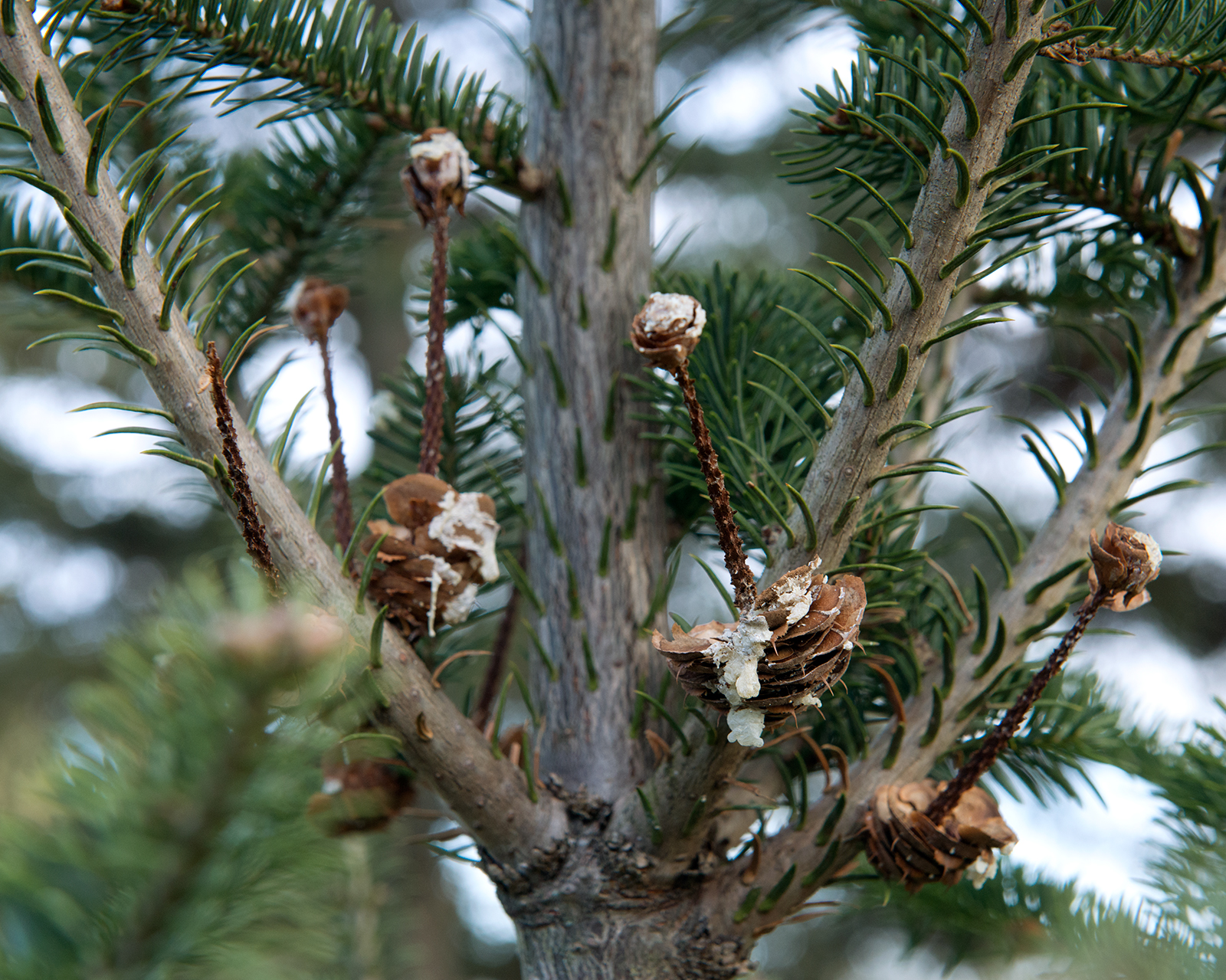
Abies balsamea, un árbol huésped predilecto

Los principales hospedadores del gusano C. fumiferana en el este de Norteamérica son el abeto balsámico, el abeto blanco y el abeto negro, pero las larvas se alimentan casi exclusivamente de las agujas del abeto balsámico y el abeto blanco del respectivo año en curso. En brotes masivos, las poblaciones del insecto pueden llegar a ser tan elevadas que las larvas se alimentarán de follaje viejo después de que el follaje del año en curso se haya agotado.
Tradicionalmente, el gusano C. fumiferana prefiere el abeto balsámico sobre el abeto blanco. Sin embargo, un estudio mostró evidencia contradictoria. En este estudio, se muestreó poblaciones en el área del lago Black Sturgeon cerca de Thunder Bay, Ontario. El número de larvas de estadio tardío capturadas en trampas de agua se registró durante todo el período de dispersión de las larvas de estadio tardío. Los datos indicaron que las copas de los abetos blancos contenían de 2 a 3 veces mayor cantidad del gusano cogollero del abeto rojo que las copas de los abetos balsámicos. Se encontró un patrón similar en el sotobosque. Las trampas de agua debajo de los abetos blancos capturaron más de 3 veces más larvas que las que estaban debajo de los abetos balsámicos durante la mayor parte del período de dispersión.

### Impacto en los anfitriones
El abeto balsámico es el huésped más susceptible a los brotes del C. fumiferana. La defoliación anual durante el crecimiento del año en curso por 5 a 8 años matará al árbol huésped. La defoliación por el gusano cogollero del abeto se refleja más claramente en el crecimiento radial del abeto. La población de abetos balsámicos maduros en un bosque se reduce en gran medida por una combinación de factores: su vida útil más corta y una gran vulnerabilidad a los ataques letales del gusano cogollero. La preferencia dietética por el abeto balsámico sobre el abeto blanco tiene el potencial de alterar la estructura y la composición de los bosques de abetos. De manera similar, la masa arbórea de la siguiente generación se ve influenciada por las larvas de estadio tardío que se dispersan al sotobosque del bosque y se alimentan de la regeneración de las plantas. Durante un brote de gusano cogollero en Quebec en 1957, la mortalidad del abeto balsámico fue superior al 75% en rodales, sin que se informara de mortalidad entre el componente más pequeño de abeto blanco.
Sin embargo, aunque el abeto balsámico es el huésped preferido, se han producido brotes graves entre las masas de abeto blanco en las Provincias de las Praderas y los Territorios del Noroeste que contienen poco o nada de abeto balsámico. El abeto blanco es menos susceptible al ataque de la oruga, pero puede experimentar una defoliación extrema durante brotes graves. Los árboles jóvenes de abeto blanco y abeto negro que habían sido trasplantados a áreas despejadas se infestaron con docenas de larvas en etapa tardía durante brotes graves en el centro-norte de Ontario. También se produjo mortalidad entre los abetos blancos en el noroeste de Ontario y el Distrito Algoma de Ontario, así como en ciertas áreas de Nuevo Brunswick.
El abeto subalpino también sufre daños importantes por esta especie. La pícea roja, en su distribución limitada, y el alerce también sufren ataques.

### Escasez de alimentos
La escasez de alimento puede ocurrir en las poblaciones de orugas si estos matan una cantidad significativa de árboles en la masa, como durante los brotes. Al agotarse su alimento, las larvas se alimentan del follaje viejo, lo que provoca un desarrollo más lento y una menor fecundidad en las polillas hembra. Sin embargo, la escasez de alimento generalmente no provoca la mortalidad notoria de las larvas. 

### Microbioma
La microbiota intestinal de las larvas del gusano cogollero del abeto rojo está compuesta principalmente por Pseudomonadota, especialmente del género Pseudomonas. Dos especies específicas de este género son P. fluorescens y P. paea. Las bacterias Enterococcus y Staphylococcus también se encontraron en menor abundancia en la oruga.
La dieta de la oruga influye en el microbioma intestinal. Un estudio halló posibles consecuencias negativas de la ingesta de abeto balsámico, ya que puede liberar jugos que afectan negativamente a la microbiota del intestino medio de la oruga.

## Ciclo de vida

### Reproducción

#### Feromonas
Al igual que otras especies del género Choristoneura, las hembras de C. fumiferana producen feromonas sexuales para atraer a los machos como posibles parejas. Las polillas hembras emiten aldehídos mediante una mezcla 95:5 de tetradecenales E y Z ( E/Z 11-14Ald), mientras que otras especies de Choristoneura emiten acetatos y alcoholes. La feromona se produce con palmitato mediante β-oxidación y Δ11-desaturación, y se almacena como E / Z 11-14Ac insaturado.
El tamaño del macho es un factor importante para el éxito reproductivo. Los machos de C. fumiferana también emiten una feromona que ayuda a atraer a las hembras. Esta feromona está disponible a través de la alimentación de las larvas y los adultos. Al intentar copular, los machos exhiben sus vellosidades abdominales a la hembra. Estas vellosidades liberan una feromona volátil que contribuye a atraer a las hembras. Se desconoce la composición química de esta feromona volátil del macho. Algunos estudios sugieren que estas feromonas son indicadores de la calidad de la pareja masculina e impiden que otros machos se acerquen a la hembra objetivo.
Las hembras muestran elección selectiva de pareja al mostrar mayor interés parental sobre su pareja potencial. Las feromonas les permiten reconocer y evaluar a los machos como parejas. Los machos de C. fumiferana prefieren aparearse con hembras vírgenes.

#### Cópula
Las hembras de C. fumiferana comienzan a aceptar machos para la cópula temprano en el día. Un buen número de hembras permanecen activas al atardecer. Antes de intentar aparearse, el macho extiende sus vellos abdominales y abanica sus alas, ya que las glándulas alares o los pelos tienen un olor al que las hembras responden. Las polillas realizan el apareamiento de extremo a extremo con sus genitales adheridos. Los machos se aparearán durante la cópula prolongada con la hembra. El apareamiento dura alrededor de 3 horas. El aumento en los tiempos de apareamiento se correlaciona con una mayor producción de huevos fértiles. Cuando se interrumpe el apareamiento, la hembra de C. fumiferana puede ovipositar huevos infértiles o reanudar el apareamiento con otros machos. Los apareamientos consecutivos con polillas machos de C. fumiferana conducen a una disminución general en el rendimiento reproductivo masculino por disminución de la masa de espermatóforos, mayor tiempo de apareamiento y una menor cantidad de esperma producido.

#### Obsequios nupciales
Tras la cópula, los machos transfieren a la hembra un espermatóforo que contiene su eyaculado y nutrientes adicionales, lo que funciona como un obsequio nupcial . Este obsequio es una importante muestra de la inversión masculina, ya que las hembras pueden tener solo unos pocos óvulos maduros para fertilizar al emerger de las pupas. La nutrición de las larvas masculinas influye en la calidad, el tamaño y el peso del espermatóforo. Durante los períodos de brote elevado, cuando escasea el alimento, las larvas se alimentan de follaje viejo y reciben menos nutrientes. Se ha observado que los machos que se alimentan de follaje joven crecen más, producen espermatóforos más grandes y, a menudo, tienen más éxito atrayendo a una polilla hembra.

### Oviposición
Las polillas hembra ponen una nidada por temporada y los huevos se depositan a lo largo de varios días. El número de huevos por masa varía de 1 a aproximadamente 60, con un promedio de 20 huevos por masa ovipuesta. Estas masas se depositan en 2 a 4 hileras sobre el follaje de las coníferas, preferiblemente abetos balsámicos y agujas de abeto rojo. Generalmente, las hembras pueden poner de 100 a 300 huevos a lo largo de su vida, pero el promedio es de aproximadamente 200. Estos huevos eclosionan después de unos 10 días, pero este período varía de 8 a 12 días. La polilla oviposita en las agujas de los árboles hospedantes a finales de junio o mediados de julio hasta principios de agosto. Deposita grandes cantidades de masas de huevos en los brotes periféricos de la copa de los árboles.

### Selección de plantas hospedantes para la puesta de huevos
Las hembras de C. fumiferana son univoltinas, ponen una cría al año. Deben tomar decisiones cuidadosas sobre los sitios de oviposición. La selección se basa en señales químicas, la forma y la estructura de la cera cuticular del sitio en las hojas. Estudios han demostrado que las sensilas, importantes para detectar esta información, podrían encontrarse en las patas de la polilla. Al evaluar la planta hospedante, la polilla tamborilea con sus patas delanteras contra la superficie y probablemente rasca la hoja con sus garras tarsales. Esto libera compuestos detectados por sus quimiorreceptores. Las hembras vírgenes y las que no se han apareado con éxito son menos hábiles para explorar los sitios de oviposición debido a la inactivación de estas sensilas.

### Estadios

#### Huevo

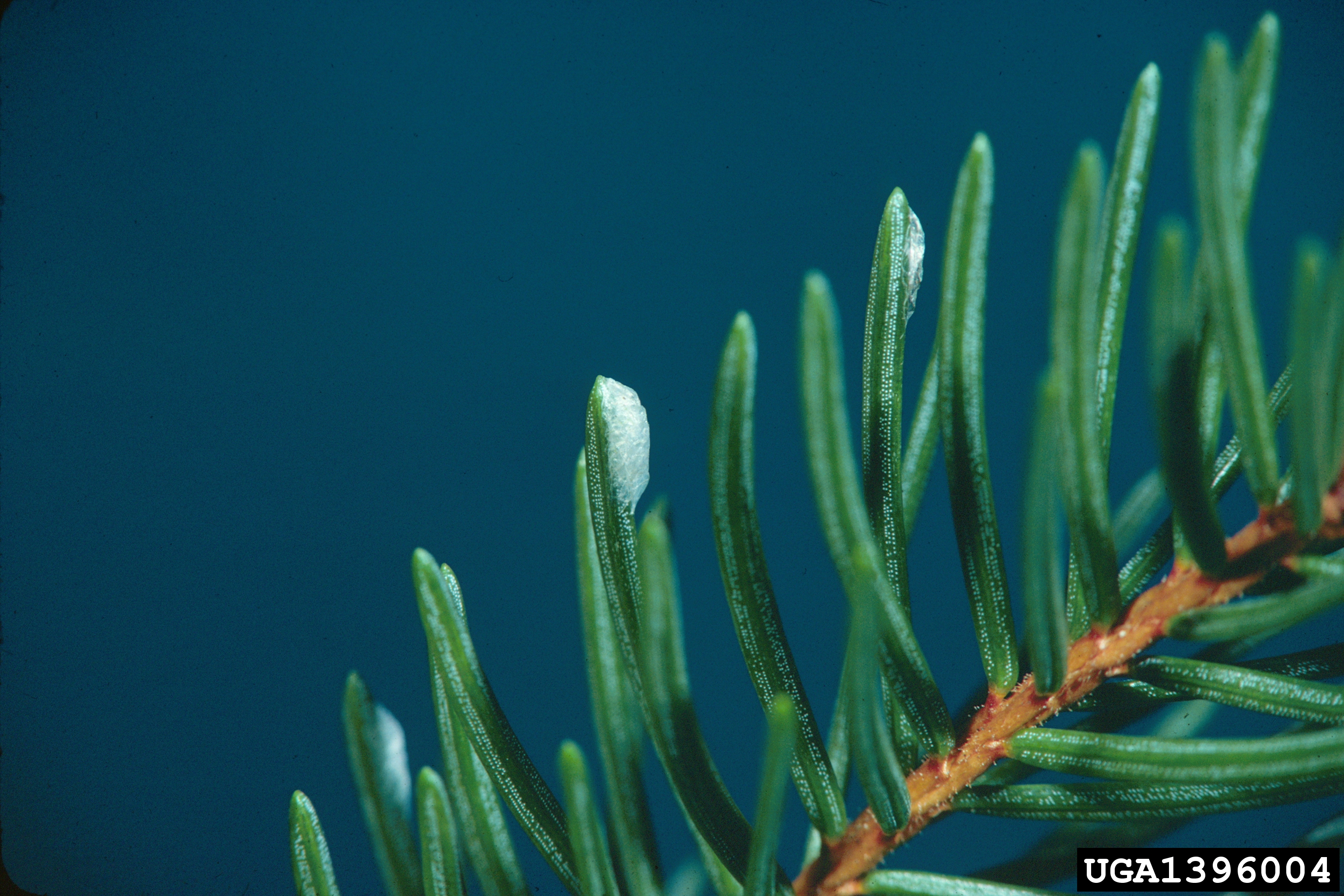
Huevos de Choristoneura fumiferana

Los huevos de Choristoneura fumiferana son de color verde claro y se depositan en varias filas superpuestas dentro de masas en la planta huésped. Eclosionan entre 8 y 12 días después de su puesta.

#### Oruga
Las orugas de primer estadio hibernan, preferiblemente dentro de brácteas florales y bajo las escamas de la corteza. Luego mudan al segundo estadio sin alimentarse e hibernan como larvas de segundo estadio en diapausa. Las larvas de segundo estadio emergen a principios de mayo y se dispersan para alimentarse de semillas, conos de polen, brácteas florales y acículas en árboles hospedantes, preferiblemente el abeto balsámico. Entre junio y julio, las larvas del tercer al sexto estadio se alimentan de los brotes del año en curso y luego del follaje viejo una vez agotados. El 90 % del consumo de alimento de una larva ocurre después del sexto estadio, que es cuando se causa el mayor daño a los árboles hospedantes.
Las orugas jóvenes son de color crema al eclosionar. Las larvas de estadio avanzado tienen la cabeza y el escudo protorácico de color marrón oscuro, y miden 3 centímetros de largo completamente desarrolladas. Su cuerpo también es de color marrón oscuro, pero presenta manchas claras en el dorso.

#### Crisálida
Las pupas se forman a principios de julio en el follaje de los bosques. Ambos sexos de las pupas de C. fumiferana son inicialmente de color verde claro y posteriormente su color varía del negro al marrón rojizo. Las pupas miden aproximadamente de 12 a 15 milímetros de largo.

#### Adulto
Las polillas adultas emergen de las pupas en un plazo de 8 a 12 días, entre mediados de junio y agosto. La actividad máxima ocurre durante la tarde y la noche. Las polillas adultas son dicromáticas, presentando colores grises y óxido. Las alas tienen manchas plateadas y miden 21 mm a 30 mm de envergadura.  Después de emerger, los adultos se aparean y ponen huevos en julio o agosto.

## Migración

### Dispersión local o regional
Tras la eclosión de sus huevos, las orugas de primer estadio se dispersan desde el lugar de oviposición por todo el árbol utilizando hilos de seda. A veces, el viento transporta las polillas a mayores distancias. A principios de mayo, las larvas de segundo estadio emergen y se dispersan hacia los árboles hospedantes. La mayor parte de la mortalidad larvaria ocurre durante la dispersión en otoño y primavera.
Las polillas de C. fumiferana son voladoras fuertes y se dispersan al anochecer. Pueden volar a altitudes superiores a los 100 metros antes de dirigirse a un nuevo sitio, que suele estar a solo 50 o 100 kilómetros a favor del viento, pero a veces puede estar hasta 450 km de distancia. Tras depositar algunos huevos en el primer sitio de dispersión, las polillas hembra pueden emigrar y poner huevos en múltiples sitios. Los factores que controlan el vuelo de la oruga durante la dispersión incluyen las condiciones meteorológicas y la temperatura. Las polillas no se dispersan cuando la temperatura es inferior a 14°C o bien superior a 30°C. Cuando la temperatura desciende por debajo de 14°C en pleno vuelo, la polilla pliega sus alas y cae al suelo.

### Migración de larga distancia
La migración de larga distancia de C. fumiferana es factible, ya que puede dispersarse a lo largo de distancias que van desde 20 a 450 km. En el norte de Minnesota, las polillas emigran a la orilla este del Lago Superior en Ontario, Canadá, debido a los cambios estacionales. La dispersión está fuertemente influenciada por la temperatura, ya que las bajas temperaturas pueden ralentizar tanto el despegue como la llegada a su destino. Otros factores incluyen la dirección de dispersión, la precipitación, la altitud y el flujo del viento. Es probable que los éxodos masivos de C. fumiferana a largas distancias se deban a la escasez de alimento en la zona.  El modelo de transporte atmosférico del gusano cogollero del abeto proporciona simulaciones actualizadas diariamente de las migraciones masivas del gusano cogollero del abeto en el este de Norteamérica. 

## Predadores

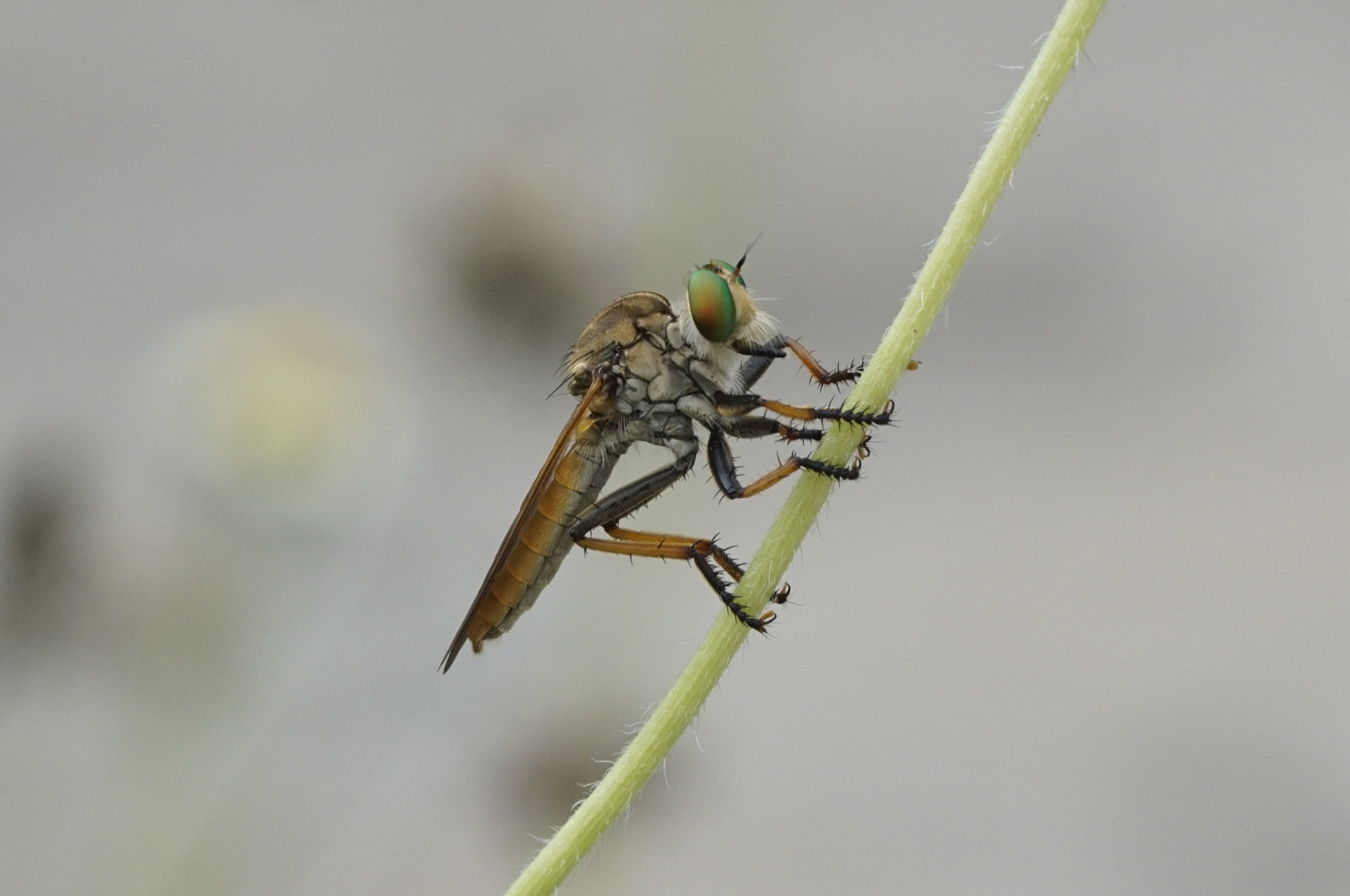
Una mosca ladrona

Las masas de huevos del gusano cogollero del abeto rojo son inmóviles y menos vulnerables a la depredación que en otras etapas del ciclo. Las larvas pequeñas están expuestas a los depredadores durante la dispersión o migración, pero se vuelven más seguras mientras buscan los brotes o agujas o hibernan en hibernáculos. Las larvas de mayor tamaño escapan activamente de la depredación dejándose caer del follaje de los árboles, lo que también puede atraer la atención de otros depredadores. Entre los depredadores fuera de las plantas hospedantes en el suelo del bosque se incluyen hormigas, arañas, escarabajos y pequeños mamíferos. Las pupas son vulnerables porque el gusano cogollero generalmente permanece inmóvil en este estado. Las polillas adultas pueden huir de los depredadores, pero luego quedan expuestas a diversas aves, libélulas y moscas ladronas. Las polillas macho y hembra de C. fumiferana viven una mayor vulnerabilidad durante la cópula.
Las aves insectívoras son un depredador común e importante de C. fumiferana, depredando principalmente larvas y pupas. Entre las especies se incluyen gorriones, zorzales y currucas del dosel. La distribución de las aves cambia según la densidad del gusano cogollero en los bosques. Las poblaciones más elevadas de larvas y pupas del gusano cogollero del abeto se dan en junio y julio. Esto coincide con el período en que algunas especies de aves requieren la mayor cantidad de alimento para sus crías. Por lo tanto, la depredación de las aves ayuda a controlar el crecimiento de la depredación del gusano cogollero. Otros depredadores importantes incluyen diversos invertebrados, principalmente arañas.
En los bosques de abetos de Maine, las larvas de la oruga en estadio avanzado son depredadas por avispas euménidas como A. adiabatus y E. leucomelas. Esta depredación es importante para controlar las poblaciones de la oruga en las masas forestales.
Las larvas son atacadas por parasitoides de los órdenes himenópteros y dípteros, que incluyen avispas comunes como Apanteles fumiferanae y Glypta fumiferanae. Las larvas de primer y segundo estadio son parasitadas en verano. Cuando se encuentran en su cuarto estadio o en estadios superiores al verano siguiente, las larvas mueren a causa de las avispas recién surgidas. Otras especies de avispas parasitoides (p. ej., Meteorus trachynotus ) atacan a las larvas cuando se encuentran en su tercer o cuarto estadio, emergiendo durante el sexto estadio o de las pupas.
Se han recolectado alrededor de 90 parasitoides de Choristoneura fumiferana en el este de Norteamérica. El conjunto de parasitoides recolectados del gusano cogollero del abeto en plantaciones aisladas de abeto blanco del sur de Ontario difiere del conjunto habitual de parasitoides encontrado en el bosque boreal.

## Fisiología

### Termorregulación
El clima y las variaciones de temperatura pueden influir en el desarrollo larvario del cogollero del abeto. Durante los inviernos fríos, las larvas hibernan en sus hibernáculos en diapausa verdadera hasta que pueden reanudar su crecimiento en la primavera. Los inviernos más rigurosos se asocian con descensos en la población, llegando incluso al 49% de mortalidad. Esto se debe a las gélidas temperaturas o al efecto acumulativo del frío a lo largo del tiempo. Las heladas pueden ser mortales para estas larvas en estadio temprano. En general, las temperaturas frías y húmedas pueden ser perjudiciales durante este período larvario, mientras que el clima cálido y seco del verano resulta más favorable.

### Diapausa
Durante la diapausa, las larvas de C. fumiferana presentan una baja actividad metabólica y un crecimiento evolutivo estancado. Tras el primer estadio larvario, entran en diapausa e hibernan. Pueden hibernar dos veces y, por lo tanto, entrar en diapausa dos veces, cuando su ciclo de vida es de dos años. Esto puede ocurrir en los bosques de abeto y bálsamo del centro y sur de Columbia Británica y de las Montañas Rocosas. Las larvas terminan su primera diapausa en verano y se desarrollan lentamente hasta que entran en diapausa como larvas de cuarto estadio. Luego emergen en la primavera siguiente y se convierten en adultos a finales de julio. Los ciclos de vida de dos años suelen ocurrir en regiones con bajas temperaturas medias diarias y temporadas cortas sin heladas.